# Carl Wilhelm Greulich
Carl Wilhelm Greulich, född den 13 februari 1796 i Berlin, död där 1837, var en tysk pianist och tonsättare.
Greulich var en av sin hemstads mest ansedda pianolärare på sin tid. Han var umgängesvän med Hummel och Moscheles. Greulichs Grosse Pianoforte-Schule erhöll i Cæcilia en utförlig och fördelaktig recension. Bland hans elever räknas Henriette Sontag. Av Greulichs pianokompositioner anses sonaterna vara de bäst lyckade.